# Banco Central de las Comoras
El Banco Central de las Comoras (en francés: Banque Centrale des Comores) es el banco central de las Comoras, un grupo de islas del océano Índico.

## Operaciones
Los estatutos establecen que su Consejo de Administración tendrá ocho miembros elegidos por el Gobierno de las Comoras, el Banco Central de Francia y el gobierno francés. El puesto de Director Adjunto del Banco Central de las Comoras está en manos de un funcionario del Banco de Francia, que es responsable de la política monetaria. Desde el 19 de noviembre de 1999, todas las tasas oficiales del banco central se han vinculado al promedio del índice Eonia lo que lleva a una estabilización de los diferenciales de las tasas de interés con el euro.
El banco aplica un sistema de reservas obligatorias (30% de los depósitos) y un sistema de monitoreo bancario. La sede se encuentra en Moroni , y el gobernador del banco es Younoussa Imani desde el 7 de febrero de 2017.

## Sistema bancario
El sistema bancario de las Comoras está constituido por seis bancos diferentes: el Banco Central (BCC); la Banque pour l'Industrie et pour le Commerce-Comores (BIC-C), la Banque de Développement des Comores (BDC), la Banque Fédérale de Commerce (BFC), el Exim Bank Comores SAy la Société Nationale des Postes et des Servicios financieros (SNPSF). Además, dos cajas de ahorro mutuas (SANDUK y MECK) desempeñan un rol.
Una de las funciones del Banco Central de las Comoras es aprobar el establecimiento de nuevos bancos en las tres islas de la Unión de las Comoras (Grande-Comore, Anjouan y Mohéli).